# Victor Bendix
Victor Emanuel Bendix (Copenaghen, 17 maggio 1851 – Copenaghen, gennaio 1926) è stato un compositore, pianista e direttore d'orchestra danese.
Bendix fu allievo di Niels Wilhelm Gade e studiò al conservatorio di Copenaghen. Fece alcuni viaggi in Germania e durante uno di essi assisté alla cerimonia della posa della prima pietra del Festspielhaus di Bayreuth. Sebbene fosse considerato una personalità eminente della musica danese l'Orchestra Reale Danese evitava di suonare la sua musica. Fu anche amico di Carl Nielsen, che gli dedicò una sua opera.

## Composizioni
Sinfonie
- Sinfonia no. 1 op. 16, 1882
- Sinfonia no. 2 op. 20, 1888
- Sinfonia no. 3 op. 25, 1898
- Sinfonia no. 4 op. 20, 1904/5

Concerti
- Concerto per piano, op. 17, 1884

Musica da camera
- Trio per piano, op. 12, 1887
- Sonata per piano, op. 26, pubblicata nel 1901